# 권오석 (1921년)
권오석(權五石, 1921년 12월 21일 ~ 1971년 8월 30일)은 남로당 당원이자 비전향 장기수이다. 대한민국의 제16대 대통령인 노무현의 장인이다. 안동권씨 족보에는 오석(五晳)이라는 이름에 1922년생으로 기재되어있다.

## 생애
일제강점기에 일찍이 밀양공립농잠학교를 졸업하고 면서기로 근무하였다. 해방후 1949년 남로당에 입당하였다. 한국전쟁 당시 경남 창원군 노동당 부위원장을 지냈으며 양민학살에 가담하는 등의 좌익활동으로 휴전 후 비상사태하의 범죄처벌에 관한 특별조치령 제3조 제1항, 4조 5항, 국가보안법 제1조, 제3조 위반 및 살인죄, 살인예비죄 등으로 체포되었다.
1956년 폐결핵 등 질병으로 형집행정지로 풀려나 5년 동안 가족과 함께 생활하다가 제2공화국 시절인 1961년 3월에 재수감돼 1971년 마산교도소에서 사망했다. 그의 묘는 대한민국 제16대 대선 이후 주변에 경찰의 컨테이너 경비 초소가 설치되어 경찰 중대 병력이 동원되었으며 노무현 정부 시절 묘역이 확장 조성되었다. 노무현 제16대 대통령은 대통령 후보, 당선, 퇴임 때 참배하였다.

## 기타
2002년 대선 당시 이원범은 2002년 12월 10일 대전에서 열린 한나라당 당직자회의 때 “노 후보의 장인은 빨치산 출신으로 애국지사 11명을 죽이고 형무소에서 공산당 만세를 부르다 죽었다”고 발언하여 선거법 위반으로 기소되어 80만 원을 선고받았다. 그러나 대법원은 무죄판결했다. 대법원은 판결문에서 “피고인의 발언이 선거법상 비방행위에 해당한다는 원심의 판단은 정당하나 그 발언이 전체적으로 객관적 사실에 부합하고, 유권자들의 선거권 행사에 자료를 제공하려 했다는 공공의 이익도 인정된다”고 밝혔다. 재판부는 “노 대통령의 장인 권오석씨가 6·25전쟁 때 경남 창원군 노동당 부위원장 등을 지내고 학살에 가담하는 등의 좌익활동으로 유죄 확정판결을 받고 복역하다 사망한 사실은 대검찰청이 1973년 펴낸 ‘좌익사건실록’에 써 있다”고 말했다.

## 가족 관계
- 부친 : 권영찬(1900년~1971년)
- 모친 : 허달이(1901년~1962년)
  - 여동생 : 권씨
  - 매제 : 이만규
    - 외조카 : 이학증?
- 장인 : 박희진 (朴熙進)
  - 배우자 : 박덕남 (朴德南, 1921년 1월 2일 ~ 2017년 2월 24일)
    - 장녀 : 권창좌 (權昌左, 1945년 ~ )
    - 차녀 : 권양숙 (權良淑, 1948년 2월 2일 ~ )
      - 사위 : 노무현 (盧武鉉, 1946년 9월 1일 ~ 2009년 5월 23일)
        - 외손자 : 노건호 (1973년 ~ )
        - 외손녀 : 노정연 (1975년 ~ )

    - 3녀 : 권진애 (權珍愛, 1950년 ~ )
    - 장남 : 권기문 (權奇文, 1952년 ~ )
      - 손녀 : 권수현 (權修鉉, 1982년 ~ )
      - 손자 : 권상혁 (權祥赫, 1984년 ~ )

## 같이 보기
- 노무현
- 권양숙
- 조선인민유격대